# أليخاندرو ألفارو
أليخاندرو ألفارو ليغرو (بالإسبانية: Alejandro Alfaro Ligero)‏، من مواليد 23 نوفمبر 1986 في لا بالما ديل كوندادو في إسبانيا، لاعب كرة قدم إسباني.
بدأ مسيرته الكروية مع نادي إشبيلية في عام 2006، وانتقل إلى نادي تينيريفي في هذا الموسم 2009_2010الصاعد حديثا لأندية الأضواء في الليغا الإسبانية. وفي موسم 2010_2011 عاد إلى نادي إشبيلية بعد انتهاء فترة الإعارة، وفي عام 2011 انتقل إلى نادي ريال مايوركا.

## روابط خارجية
- أليخاندرو ألفارو على موقع قاعدة بيانات كرة القدم.إي يو (الإنجليزية)
- أليخاندرو ألفارو على موقع Soccerbase.com (لاعب) (الإنجليزية)
- أليخاندرو ألفارو على موقع Soccerway.com (الإنجليزية)
- أليخاندرو ألفارو على موقع كووورة
- أليخاندرو ألفارو على موقع AS.com (الإسبانية)